# Iglesia de San Millán Abad (Villanueva de Puerta)
La iglesia de San Millán Abad es un templo católico situado en Villanueva de Puerta, pedanía del municipio de Villadiego, en la provincia de Burgos. Es de origen románico, aunque sufrió una reedificación casi total en el siglo XVI para adecuarla a los ideales renacentistas de la época, a excepción de partes como la portada, pila bautismal y fragmentos de cornisa, elementos románicos que se conservan a día de hoy . La iglesia, orientada hacia el este, se sitúa en una loma en la parte este del pueblo. El retablo mayor fue restaurado en 2011, con una inversión total de 20.850,60 €.

## Descripción

### Exterior del templo
La portada de la iglesia es simple, de estilo románico, se encuentra en el lado de un antecuerpo techado y la parte derecha aparece parcialmente tapada por la capilla adosada de la nave central. La puerta original no se conserva, la actual es una doble puerta metálica con motivos religiosos, colocada bajo el arco de medio punto románico con impostas. A la entrada del templo, en el otro lado del antecuerpo se encuentra una mesa de altar de origen románica reaprovechada como banco. El ábside original de la iglesia desapareció tras la reedificación llevada a cabo en el templo en el siglo XVI, cuando éste fue sustituido por la actual cabecera rectangular con contrafuertes en las esquinas y la sacristía adosada. La mayoría de las ventanas son de la reedificación románica con molduras en los lateras y enrejado, a excepción de una saetera románica cegada en la cabecera de la iglesia.     

### Interior del Templo

#### Retablo Mayor
En 1635, el visitador arzobispal dio licencia para la construcción del retablo mayor así como a la estatua exenta de San Millán. El autor de la arquitectura del retablo es desconocido, pero  destaca en que aún se encuadraba dentro de la tradición romanista, aunque con significantes innovaciones de tipo barroco. La escultura y los relieves son obra de Juan de Pobes, quien trabajó en el retablo con su sobrino Juan de los Helgueros, posible pariente de Andrés de los Helgueros, discípulo de Juan de Villanueva. Se sabe que la obra se concluyó con anterioridad a 1654, pero los pagos aún no estaban terminados. En el año 1678 fue dorado por Alonso Álvarez de Ruyales por la suma de 4.300 reales.
El retablo, organizado en tres calles, consta de banco, dos cuerpos y remate. El banco se decora con pinturas sobre tabla de escaso valor, tal vez obra de Álvarez de Ruyales. La calle central contiene el tabernáculo, o sagrario; la escultura exenta de San Millán, posiblemente la mejor escultura de la iglesia, un calvario y un remate en el que está representado Dios con el orbe terrestre bajo el brazo. En las calles laterales se encuentran 4 relieves, dos a cada lado, relativos a la vida de San Millán, estas calles están coronadas por unos remates en forma de voluta y dos agujas por encima de estas, una de las cuales está desprendida. A ambos lados del retablo hay dos esculturas situadas sobre una basa adosada a la pared, estas estatuas representan a la virgen María y a San José.  

##### Sagrario
El sagrario, de tres caras, es de estilo similar al retablo y consta de dos pisos: el primer piso alberga en el centro la puerta del sagrario decorada con relieve de la resurrección de Cristo con un manto y sujetando un  estandarte en forma de cruz, los laterales están decorados con estatuillas de personajes bíblicos y columnas dóricas. El segundo piso está decorado con tres estatuillas de santos: una de San Antonio de Padua (a la izquierda), a la que le falta un brazo que debería de estar sosteniendo un lirio; una de Santo Domingo (en el centro), con su característico perro sosteniendo una antorcha y una de San Agustín (a la derecha), con una iglesia en la mano. Este piso también está decorado con columnas de orden jónico y rematado por un cuarto de esfera y dos pequeñas agujas, una de las cuales está desprendida. Como curiosidad, cabe destacar que las estatuillas del segundo piso del sagrario están desordenadas, posiblemente debido a la restauración del retablo en 2011. 

#### Coro
Se levanta en el extremo más occidental de la basílica y únicamente  ocupando el tramo de la nave central sobre un arco rebajado. Sobre él se encuentra la nave-campanario. Este coro es muy similar a los de las iglesias de Boada de Villadiego y Villamorón en cuanto a composición y elementos decorativos.
El coro está realizado en madera labrada decorada con motivos geométricos y data de mediados del siglo XVII. La barandilla está dividida en tres tramos por cuatro columnas jónicas y presenta balaustres torneados de dos tipos. Debajo de la barandilla hay dos cuerpos, el superior está decorado con triglifos alternados con rectángulos decorados con motivos geométricos. En el cuerpo inferior se sitúan 18 canecillos decorados con una soga que los divide en dos partes simétricas decorados en el pasado con cuadrados pintados de negro y, en su parte inferior, unos dientes de sierra del mismo color. En la actualidad se pueden distinguir tanto los cuadrados como los dientes pero el coro ha perdido todo tipo de color. Entre los canecillos continua una viga que alterna entre dos decoraciones: una de redes de rombos y otra con acanaladuras a modo de triglifos como en el nivel superior. 
El tablazón del alfarje del sotacoro no presenta decoración, al contrario que sus tres vigas que sí están decoradas con diversos motivos. La viga más oriental se apoya sobre es arco que hay bajo el coro y presenta decoración en sus dos caras, en la cara que da a la nave las decoraciones son las descritas en el párrafo anterior: redes de rombos y triglifos alternadas en los espacios entre canecillos, en su otra cara la viga está decorada con rombos inscritos en rectángulos. La viga que divide el alfarje en dos se decora en tres de sus caras con motivos geométricos incisos entre los que predominan las medias lunas, los óvalos con flores tetralobuladas y las redes de rombos, estas decoraciones parecen estar dispuestas sin ningún orden aparente. En el papo o parte inferior de esta viga se distribuyen varios pivotes verticales sobresalientes y también con motivos geométricos incisos.
La viga más occidental está decorada en dos de sus caras, la lateral presenta rectángulos y cuadrados, asemejándose a los antiguos medallones propios de los coros de finales del siglo XVI. Los rectángulos presentan formas poligonales  originadas por intersecciones de varias medias lunas. Los cuadrados están decorados con flores y entre estos y los rectángulos hay una serie de pivotes horizontales sobresalientes. El papo de esta viga está decorado con rectángulos con motivos geométricos inscritos, óvalos con una florecilla tetralobulada en el medio y el mismo tipo de pivotes, esta vez en sentido vertical, aunque están deteriorados y parcialmente destruidos. Los rectángulos que se aprecian en todas las vigas son de estilo manierista y están divididos en compartimentos ovalados y cuadrados, al igual que la puerta del coro. Todos estos ornamentos son propios de la época de Felipe II por lo que son considerados un arcaísmo a nivel local.

## Personas relacionadas
- Juan de Pobes: Escultor del retablo mayor de la iglesia de San Millán Abad de Villanueva de Puerta. Nacido en Isla (Cantabria) realizó esculturas y relieves para iglesias durante el siglo XVII , sobre todo en la provincia de Burgos. Llegó a trabajar en la catedral de Burgos, esculpiendo los relieves de la Coronación y la Concepción, que serían colocados en los tímpanos de las puertas laterales de la catedral en 1790.
- Mariano Barquín Castrillo: Párroco de Villanueva de Puerta entre 1967 y 1970, Nacido en Villalonquéjar , estudió en el seminario mayor de Burgos y se ordenó sacerdote en la catedral de Burgos el 11 de julio de 1967, siendo en los tres años siguientes párroco de Villanueva. En diciembre de 1970 marchó a la diócesis de la ciudad Venezolana de Margarita, llegando a alcanzar el puesto de pro-vicario general de dicha diócesis. Más tarde, el nuncio del Papa en Venezuela lo nombró capellán del Papa, un distinguido título honorífico de la Iglesia Católica.